# ジョセフ・C・ライト
ジョセフ・C・ライト（Joseph C. Wright, 1892年8月19日 - 1985年2月24日）は、アメリカ合衆国の美術監督である。1923年から1969年までに87本の映画作品に美術監督としてクレジットされている。アカデミー美術賞には12回ノミネートされ、『純愛の誓い』（1942年、白黒）、My Gal Sal （1942年、カラー）で2回受賞した。

## 主な作品

### 白黒
- Lillian Russell (1940)
- 純愛の誓い This Above All (1942)
- 星は輝く Come to the Stable (1949)
- 黄金の腕 The Man with the Golden Arm (1955)
- 酒とバラの日々 Days of Wine and Roses (1962)

### カラー
- 遥かなるアルゼンチン Down Argentine Way (1940)
- 血と砂 Blood and Sand (1941)
- My Gal Sal (1942)
- バスビー・バークリーの集まれ!仲間たち The Gang's All Here (1943)
- 南仏夜話・夫は僞者 On the Riviera (1951)
- 野郎どもと女たち Guys and Dolls (1955)
- フラワー・ドラム・ソング Flower Drum Song (1961)

## 受賞歴

### アカデミー賞
受賞
1943年 アカデミー美術監督賞 (白黒部門):『純愛の誓い』
1943年 アカデミー美術監督賞 (カラー部門):『My Gal Sal』
ノミネート
1941年 アカデミー美術監督賞 (白黒部門):『Lillian Russell』
1941年 アカデミー美術監督賞 (カラー部門):『遥かなるアルゼンチン』
1942年 アカデミー美術監督賞 (カラー部門):『血と砂』
1944年 アカデミー美術監督賞 (カラー部門):『The Gang's All Here』
1950年 アカデミー美術監督賞 (白黒部門):『星は輝く』
1952年 アカデミー美術監督賞 (カラー部門):『南仏夜話・夫は偽者』
1956年 アカデミー美術監督賞 (白黒部門):『黄金の腕』
1956年 アカデミー美術監督賞 (カラー部門):『野郎どもと女たち』
1962年 アカデミー美術賞 (カラー部門):『フラワー・ドラム・ソング』
1963年 アカデミー美術賞 (白黒部門):『酒とバラの日々』